# دراهیدا
شهر دراهیدا (به انگلیسی: Drogheda) با جمعیت ۲۸٫۸۹۴ نفر  در شهرستان لوذ در کشور جمهوری ایرلند واقع شده‌است.